# Кило-
кѝло (на старогръцки: χίλιοι – хиляда) е десетична представка от система SI, въведена официално през 1795 г., но широко използвана и преди това.. Означава се с латинската буква k и означава умножение с 103 (1000, хиляда).
Примери:
0,5 kg = 0,5 × 103 g = 500 g
3,8 km = 3,8 × 103 m = 3800 m

## Използване в информационните технологии
Приставката „кило-“, съгласно системата SI, означава умножение на 1000. За разлика от другите области, в IT средата са въведени специални двоични представки, където множителят 1024 се означава с приставката „киби-“.

### Значение на представката „кило-“ съгласно стандарта на JEDEC
Американският Обединен инженерен съвет по електронни устройства (на английски: Joint Electron Devices Engineering Council, JEDEC), занимаващ се с разработката и прилагането на стандарти за микроелектронната индустрия, е разработил стандарта JEDEC 100B.01 (JEDEC memory standards), определящ значенията на термините и буквените символи. Целта на този стандарт е да допринесе за еднообразното използване на символи, абревиатури, термини и определения в полупроводниковата промишленост. Съгласно този стандарт, приставката kilo (K), когато се отнася към единиците за измерване на информация бит и байт, се приема за множител, равен на 1024 (210).